# Fosfatidilholin
Fosfatidilholini (PC) su klasa fosfolipida koji sadrže holin kao osnovnu grupu.
Oni su glavna komponenta bioloških membrana i mogu se lako dobiti iz mnoštva raznovrsnih i lako dostupnih izvora kao što je žumance ili soja. Oni se ekstrahuju mehanički ili hemijskim putem koristeći heksan. Fosfatidilholini isto tako pripadaju lecitinskoj grupi žuto smeđih masnoća koje su prisutne u životinjskim i biljnim tkivima.

## Funkcija
Fosfatidilholini su zastupljeniji u spoljašnjem sloju ćelijske membrane. Smatra se da se transportuju između membrana u ćeliji pomoću proteina fosfatidilholinskog transfera (PCTP).
Fosfatidilholini takođe učestvuju u membranom posredovanoj ćelijskoj signalizaciji i PCTP aktivaciji drugih enzima.

## Struktura
Fosfolipid se sastoji od holinske čeone grupe i glicerofosforne kiseline sa različitim masnim kiselinama. Među njima su zasićene masne kiseline (npr. palmitinska, margarinska), kao i nezasićene masne kiseline (npr. oleinska kiselina).
Fosfolipaza D katalizuje hidrolizu fosfatidilholina do fosfatidinske kiseline i holina.

## Dodatne slike
- Membranski lipidi
- Holinski metabolizam
- Fosfatidat
- Holin

## Spoljašnje veze
- Phosphatidylcholines на 